# Protoginia
Em biologia, chamam-se protogínicas as espécies em que os órgãos sexuais femininos são os primeiros a atingirem a maturidade e a tornarem-se activos. No processo de crescimento, as gónadas convertem-se em masculinas e tornam-se activas mais tarde.
Este tipo de hermafroditismo incompleto verifica-se em muitas espécies de peixes, como as garoupas.
As espécies em que o sexo masculino é o primeiro a se tornar activo chamam-se protândricas.